# Аль-Кандари, Фахд
Фахд аль-Кандари (араб. فَهْد الْكَنْدَرِي‎; род. 28 июня 1982, Кувейт) — кувейтский чтец Корана, исламский проповедник, телеведущий и имам. 
В 2012 году основал компанию Forfrem, а в 2013 году был назначен послом организации Qatar Charity. Вёл исламскую передачу «Путешествие с Кораном» и многие др..

## Биография
Фахд аль-Кандари родился 28 июня 1982 года в Кувейте.
Он изучал Коран с детства и участвовал во многих конкурсах по Корану, в большинстве из которых занимал первые места. К 15 годам выучил Коран наизусть под руководством шейха Рашада ибн Мухаммада Саида Ахмада Алама.
Был имамом во многих мечетях Кувейта и за рубежом.
В то же время он получил возможность возглавлять молитвы в мечети аль-Хай, а затем в 1999 году перешёл в мечеть аль-Амир в Ярмуке, а в 2001 году — в мечеть аль-Колаиб. Его карьера имама продолжилась за пределами страны, в частности, в Катаре, где он возглавлял молитвы в мечети Мухаммеда ибн Адб аль-Ваххаба в месяц Рамадан в 1433 года хиджры (2012).
Он совмещает призывательную деятельность (дават), медиа-продюсерскую деятельность и участие в телепередачах, в том числе в религиозных программах, например, об исламском проповеднике Фахде аль-Кандари.
Параллельно с деятельностью имама, после окончания педагогического факультета в Кувейте, он занимал ряд должностей и обязанностей, например, в 2012 году основал компанию Forfrem, а в 2013 году был назначен послом организации Qatar Charity. Кроме того, в 2014 году он работал генеральным руководителем программы «Halaqat assawt annadiy fi mobrat almotamayizin». С 2000 года он также является официальным имамом, и его первая запись была сделана для сур Корана аль-Исра, ар-Рахман и аль-Хакка, которая была выдающейся и получила одобрение аудитории. С точки зрения медиа и маркетинга, шейх Фахд Аль-Кандари вёл ряд телевизионных программ, в том числе «Bel Quran Ehtadayt» и телепередачу «Путешественник с Кораном» на канале Rissala в 1434 году по хиджре. Кроме того, он участвовал в различных религиозных телепередачах и смог победить на международном конкурсе чтецов Корана в Кувейте.